# Doryopteris subdecipiens
Doryopteris subdecipiens är en kantbräkenväxtart som beskrevs av Warren Herbert Wagner. Doryopteris subdecipiens ingår i släktet Doryopteris och familjen Pteridaceae. Inga underarter finns listade.